# Штангова насосна установка

Штангова насосна установка верстата-качалки: 1.двигун. 2.противага. 3. кермова сошка. 4. балка балансира. 5. головка балансира. 6. верхній шарнір колони штанг. 7. гирло свердловини. 8. нафтопровід. 9. бетонні фундаменти. 10. кожух. 11. штанга насосна. 12. трубки. 13. насос. 14. клапани. 15. нафтові піски

Штангова насосна установка (англ. sucker-rod pump plant; нім. Gestängepumpenanlage f) — комплекс обладнання для механізованого видобутку рідини (рідкого флюїду — води, нафти тощо) через свердловини за допомогою штангового насоса, який приводиться в дію станком-качалкою.

## Загальний опис
Штанговий насос опускається в свердловину нижче за рівень рідини. Складається з циліндра, плунжера, сполученого зі штангою, всмоктувального і нагнітального клапанів. Верстат-качалка перетворює обертання вала двигуна у зворотно-поступальний рух, який передається колоні штанг через гнучку (канатну, ланцюгову) підвіску і полірований шток. Застосовуються в осн. механічні редукторно-кривошипні, балансирні і безбалансирні, а також баштові і гідравлічні станки-качалки. Продукція свердловини (нафта, вода, розсіл) подається на поверхню по насосно-компресорних трубах, обсадній колоні або по порожнистих штангах. Продуктивність при постійному відкачуванні до 300 м3/добу.
Максимальна довжина ходу точки підвішування штанг 1-6 м (баштові до 12 м), максимальне навантаження 10-200 кН, частота ходу у хвилинах від 5 до 15. Використовують електричні, рідко газові двигуни (на нафтовому газі від свердловини) потужністю до 100 кВт.